# Cerro de las Campanas
El Parque Nacional Cerro de las Campanas es una colina ubicada en la ciudad de Querétaro, Estado de Querétaro, en México. Consta de una superficie de 58 hectáreas. En este lugar ocurrió un importante acontecimiento en la historia de México, ya que aquí fue capturado Maximiliano de Habsburgo y fusilado junto con sus generales Miguel Miramón y Tomás Mejía el 19 de junio de 1867 con el inicio consiguiente de la República Restaurada.
El 15 de mayo de 1967 fue inaugurado en la cima un monumento a Benito Juárez, obra del escultor Juan Fernando Olaguíbel, una escultura colosal de 13 metros de altura de piedra volcánica dispuesta sobre un pedestal de cantera rosa. 

## Origen
Su nombre se debe al sonido semimetálico, similar al emitido por campanas, producido por rocas al chocar entre sí o por golpes con objetos metálicos, que por ello se les denomina fonolitas, que significa «piedras sonoras». Muchos turistas se han llevado fragmentos de este material. Ya solo quedan dos en exhibición. Este cerro estaba en las afueras de la ciudad. El crecimiento poblacional lo engulló. Ahora prácticamente está en el centro citadino.

## Historia

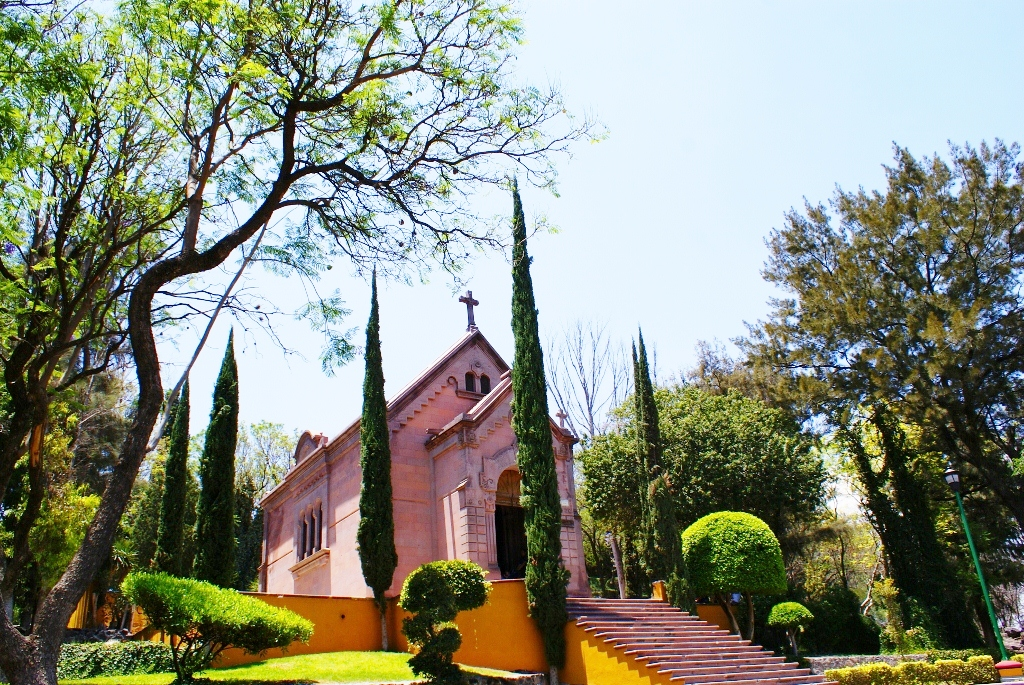
Capilla de Maximiliano de Habsburgo

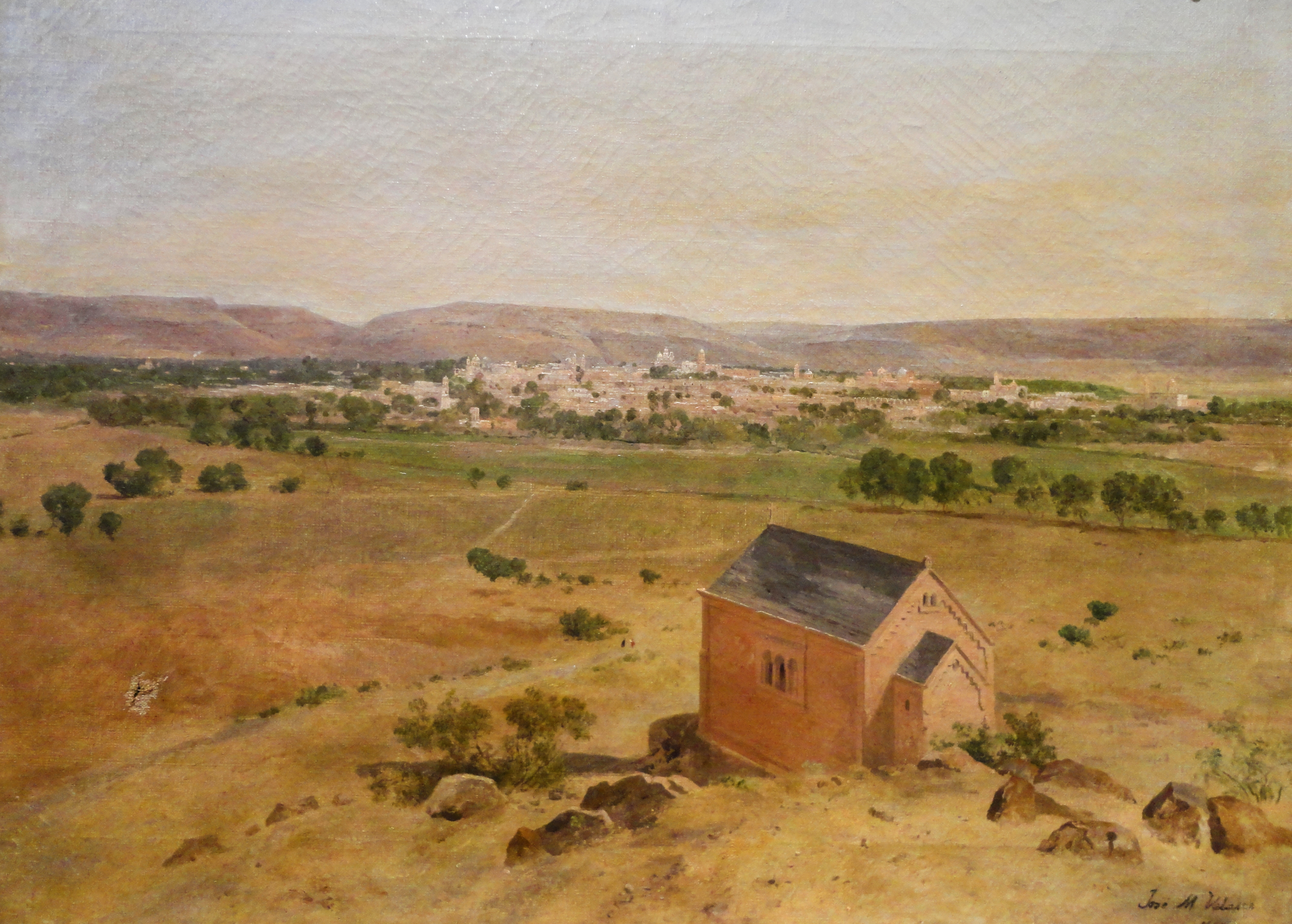
Cerro de las Campanas, 1868. Obra de José María Velasco.

El ejército republicano que estaba al mando del general Mariano Escobedo, tenía sitiados a Maximiliano de Habsburgo y a las pocas tropas de Francia y conservadoras que le quedaban. El 15 de mayo, en la falda oriental del Cerro de las Campanas, Maximiliano entregó su espada al general Mariano Escobedo, lo cual significaba su total rendición. Ahora existe un pequeño obelisco que marca el acontecimiento. Ahí fueron hechos prisioneros Maximiliano y sus generales Miguel Miramón, expresidente de México, y Tomás Mejía. Fueron juzgados en el Teatro de la República por un tribunal de guerra, encontrados culpables y sentenciados a fusilamiento. 
Al amanecer del 19 de junio de 1867, a las 7:05 a. m., fueron llevados al Cerro de las Campanas para que se cumpliese la sentencia. Dieciocho soldados finiquitaron cinco años de intervención francesa y el gobierno de un extranjero. Divididos en tres grupos, los fusilaron en la ladera del oriente, a unos 350 metros de donde se habían rendido. 
Después del fusilamiento, en el mismo lugar se colocaron tres montones de piedras con cruces de vara. Después se colocaron cruces de madera, que hoy se encuentran en el Museo de la Magia del Pasado, de Querétaro, sito ahí mismo. En 1886 se levantó un sencillo monumento: cuatro columnas de madera sosteniendo rejas de hierro que formaban un cuadrilátero de unos 10 por 5 metros, en cuyo centro había tres columnas de cantera con los nombres de los fusilados.
Reanudadas las relaciones, Austria pidió permiso para construir una capilla, cuya construcción se comenzó en 1900. El autor del proyecto fue el arquitecto vienés Maximiliano von Mitzel. La construcción se le encomendó a Francisco Kaska y a Santiago Jimeno, a quien sustituyó Marciano Tinajero. Los trabajos de hierro y madera se hicieron en la Escuela de Artes. Su bendición ocurrió el 10 de abril de 1901, por el obispo de Querétaro, Rafael Sabás Camacho y Guzmán. La capilla construida ha sido enmarcada en el estilo neogótico.
En la década de 1950, en la ladera del poniente se construyeron las instalaciones de la Feria de Querétaro, la cual sería trasladada en los '70. En 1967, a una parte se le declaró parque nacional, el cual está completamente rodeado por el campus central de la Universidad Autónoma de Querétaro. En el mismo parque, en la cima del cerro, se construyó una explanada de cantera de 53 metros de diámetro con balaustrada en el perímetro. Se accede por el lado del sur, mediante una escalinata. Hacia el lado occidental se erigió un monumento del presidente Benito Juárez viendo hacia el oriente, de 13 metros de altura, sobre una base rectangular de seis metros de altura por 14 de longitud y siete de anchura. Se inauguró el 15 de mayo de 1967, en el centenario del triunfo de la república, por el presidente Gustavo Díaz Ordaz y el gobernador Manuel González Cosío y Rivera. Además de los expresidentes Emilio Portes Gil, Lázaro Cárdenas del Río, Miguel Alemán y Adolfo Ruiz Cortines y el Secretario de Gobernación Luis Echeverría Álvarez.

## Biodiversidad
De acuerdo al Sistema Nacional de Información sobre Biodiversidad de la Comisión Nacional para el Conocimiento y Uso de la Biodiversidad (CONABIO) en el Parque Nacional Cerro de Las Campanas habitan más de 240 especies de plantas y animales de las cuales 8 se encuentran dentro de alguna categoría de riesgo de la Norma Oficial Mexicana NOM-059  y 52 son exóticas,

## Turismo
El parque nacional es un espacio abierto al turismo en donde se puede visitar la capilla construida por el gobierno de Austria aunque esta permanece cerrada a los visitantes y únicamente se puede contemplar desde afuera.